# Dortmund West
Dortmund West – przystanek kolejowy S-Bahn Linie 4 w Dortmundzie, w kraju związkowym Nadrenia Północna-Westfalia, w Niemczech. Posiada 2 perony.